# Lauren Lappin
Lauren Lappin, född den 26 juni 1984 i Anaheim, Kalifornien, är en amerikansk softbollspelare.
Hon tog OS-silver i samband med de olympiska softboll-turneringarna 2008 i Peking.